# 埃里克·谢雷尔
埃里克·谢雷尔（德語：Erich Schärer，1946年9月1日—），瑞士男子雪车运动员。他曾代表瑞士参加1976年和1980年冬季奥林匹克运动会雪车比赛，获得一枚金牌、二枚银牌和一枚铜牌。